# Castilleja zempoaltepetlensis
Castilleja zempoaltepetlensis är en snyltrotsväxtart som beskrevs av Guy L. Nesom. Castilleja zempoaltepetlensis ingår i släktet målarborstar, och familjen snyltrotsväxter. Inga underarter finns listade i Catalogue of Life.